# Have a Good Trip: Adventures in Psychedelics
Have a Good Trip: Adventures in Psychedelics (bra: Maior Viagem: Uma Aventura Psicodélica) é um filme-documentário estadunidense de 2020 dirigido e escrito por Donick Cary, que narra a experiência de celebridades com drogas alucinógenas. Para o relato dessas anedotas, foram convidados Nick Offerman, Sting e ASAP Rocky.